# Rio Druiu
O Rio Druiu é um rio da Romênia, afluente do Bega Luncanilor, localizado no distrito de Timiş.